# Flaviano Vicentini
Flaviano Vicentini (ur. 21 czerwca 1942 w Grezzanie, zm. 31 grudnia 2002 w Weronie) – włoski kolarz szosowy, złoty medalista mistrzostw świata.

## Kariera
Największy sukces w karierze Flaviano Vicentini osiągnął w 1963 roku, kiedy zdobył złoty medal w wyścigu ze startu wspólnego amatorów podczas mistrzostw świata w Ronse. W zawodach tych wyprzedził bezpośrednio Francuza Francisa Bazire oraz reprezentującego RFN Winfrieda Bölke. Był to jednak jedyny medal wywalczony przez Vicentiniego na międzynarodowej imprezie tej rangi. Ponadto w 1966 roku wygrał francuskie Grand Prix de Cannes, a w 1969 roku był najlepszy we włoskim Giro del Lazio. Pięciokrotnie startował w Giro d'Italia, najlepszy wynik osiągając w 1966 roku, kiedy zajął 21. miejsce w klasyfikacji generalnej. Wystartował także w Tour de France, zajmując między innymi 19. miejsce w 1968 roku. Nigdy nie wystąpił na igrzyskach olimpijskich. Jako zawodowiec startował w latach 1963-1971.

## Najważniejsze zwycięstwa i sukcesy
- 1963
  - mistrzostwo świata amatorów w wyścigu ze startu wspólnego
- 1966
  - 1. GP de Cannes
- 1968
  - etap w Volta Ciclista a Catalunya
- 1969
  - 1. Giro del Lazio